# Représentations diplomatiques au Liechtenstein

Armoiries de la Principauté de Liechtenstein

Cette page répertorie les représentations diplomatiques accréditées au Liechtenstein. La Principauté de Liechtenstein est, avec la Cité du Vatican, l'un des deux seuls États souverains au monde sans ambassade ou consulat résident situé sur son territoire. Quatre-vingt-six pays ont des ambassadeurs accrédités au Liechtenstein, la plupart résidant à Berne, Vienne ou Berlin.

## Consulats honoraires

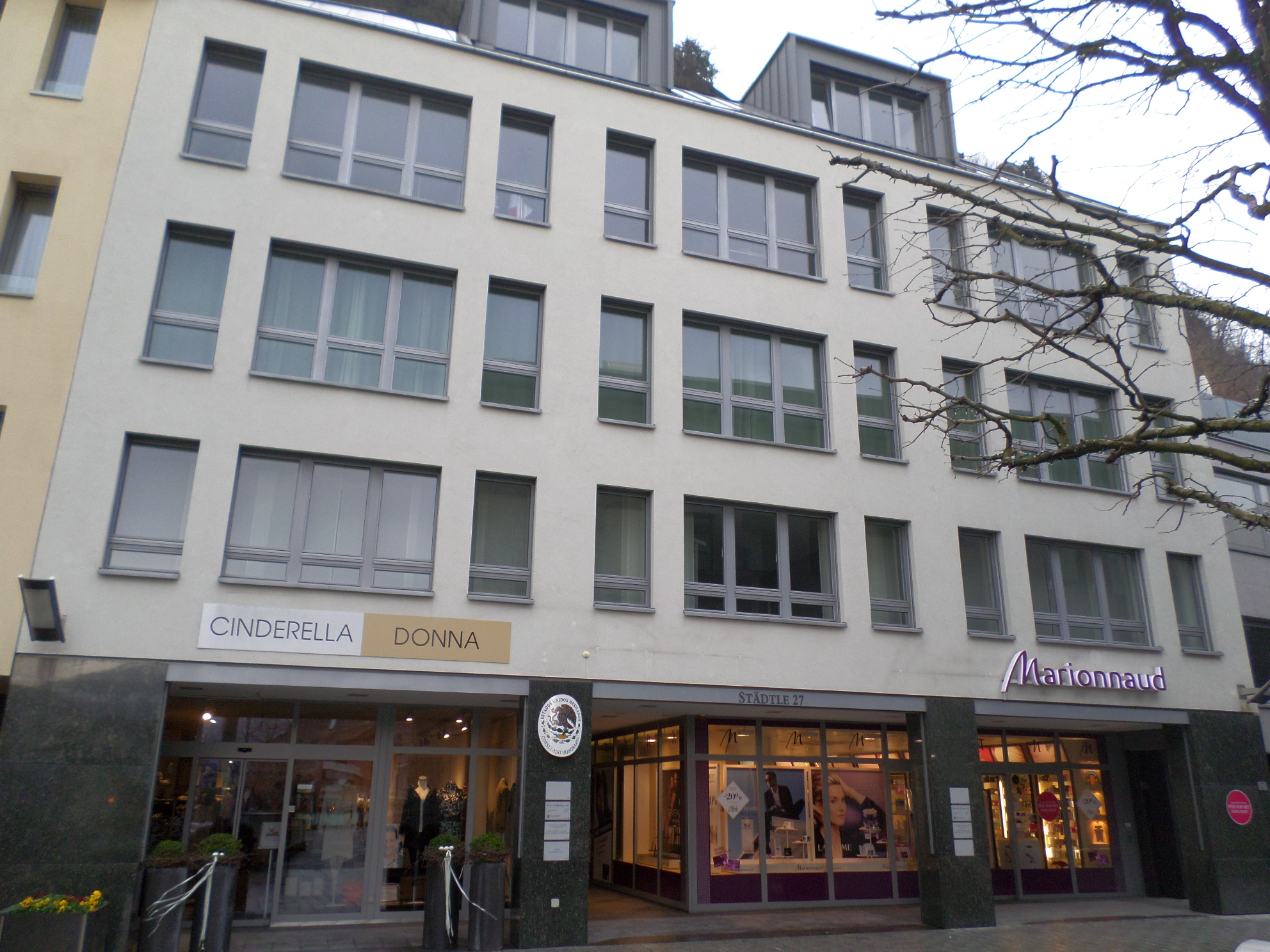
Bâtiment qui abrite le consulat honoraire du Mexique à Vaduz.

Résidants à Vaduz, sauf indication contraire
| - Allemagne (Balzers) - Autriche (Mauren) - Bulgarie (Schaan) - Chypre - Corée du Sud - Danemark - Équateur (Triesen) - Espagne (Triesen) - Finlande (Ruggell) - France - Hongrie - Islande (Schaan) - Japon (Schaan) - Kazakhstan (Ruggell) - Lettonie (Balzers) - Lituanie (Triesen) | - Luxembourg (Triesenberg) - Macédoine du Nord - Malte (Schaan) - Mexique - Monaco - Panama - Pays-Bas (Triesenberg) - Philippines (Bendern) - République centrafricaine (Triesen) - Russie (Ruggell) - Saint-Vincent-et-les-Grenadines - Sénégal - Suède - Suisse - Tchad (Schaan) - Turquie |

## Consulats généraux
Accrédités au Liechtenstein et résidant à Zurich, sauf indication contraire
| - Australie (Berlin) - Belgique (Berne) - Brésil - Chine - Égypte (Berne) - Espagne - Finlande - France - Grèce - Italie - Portugal - Royaume-Uni (Berne) - Russie (Berne) - Rwanda (Küsnacht) - Saint-Marin (Genève) - Serbie - Turquie |

## Ambassades non résidentes
(Résident à Berne, sauf indication contraire)
| - Afghanistan (Vienne) - Afrique du Sud - Albanie - Algérie - Allemagne - Andorre (Andorre-la-Vieille) - Arabie saoudite - Argentine - Arménie (Berlin) - Australie (Berlin) - Autriche (Vienne) - Azerbaïdjan - Bahreïn (Berlin) - Belgique - Bénin (Genève) - Bosnie-Herzégovine - Brésil - Bulgarie - Canada - Chili - Chypre (Vienne) - Colombie - Corée du Nord - Corée du Sud - Costa Rica - Croatie - Cuba - Danemark (Berlin) - Égypte - Émirats arabes unis - Équateur - Espagne - États-Unis - Finlande - France - Géorgie - Grèce - Guatemala - Guinée (Berlin) - Hongrie - Inde - Indonésie - Iran - Irlande - Islande (Genève) - Israël - Italie - Japon - Kazakhstan - Kirghizistan (Genève) - Kosovo | - Koweït - Laos (Genève) - Lettonie (Vienne) - Liban - Lituanie (Vienne) - Luxembourg - Macédoine du Nord - Malaisie - Malte (La Valette) - Maroc - Mexique - Monaco - Mongolie (Genève) - Montenegro - Nicaragua (Vienne) - Niger (Genève) - Nigeria - Norvège - Nouvelle-Zélande (Berlin) Ordre de Malte (Vienne) - Pakistan - Panama (Paris) - Paraguay - Pays-Bas - Pérou - Philippines - Pologne - Portugal - Qatar - Tchéquie - Roumanie - Royaume-Uni - Russie - Saint-Marin (Genève) - Serbie - Slovaquie - Slovénie - Soudan (Genève) - Suède - Suisse - Tchad (Berlin) - Thaïlande - Tunisie - Turquie - Ukraine - Union européenne - Uruguay - Vatican - Venezuela - Viêt Nam |